# デビルサマナー 葛葉ライドウ 対 アバドン王
『デビルサマナー 葛葉ライドウ 対 アバドン王』（デビルサマナー くずのはライドウ たい アバドンおう）は、日本のゲーム会社であるアトラス制作のPlayStation 2用ゲームソフト。「デビルサマナーシリーズ」の第4作目として、2008年10月23日に発売され、続編や派生作品も発表された（前作『対 超力兵団』 - 小説 - 漫画 - ドラマCD）。

## 概要
本作品の開発元であるアトラスが手掛ける「女神転生シリーズ」の派生「デビルサマナーシリーズ」の第4作目であり、本作品を中心とした派生作品のみを指して、「ライドウシリーズ」とも称される。プロデューサー・キャラクターデザインは金子一馬、ディレクターは山井一千。キャッチコピーは「魔を使い、魔を討て」。
PS2用ゲーム『デビルサマナー 葛葉ライドウ 対 超力兵団』（以下：『対 超力兵団』）の続編であり、前作より横溝正史的な土俗サスペンス色が濃い雰囲気の物語となっている。
以下の通り、2形態で販売された。
- デビルサマナー 葛葉ライドウ対アバドン王 Plus
  - 『真・女神転生III-NOCTURNE  マニアクス』のダンテの登場パートをライドウに差し替えた『真・女神転生III-NOCTURNE マニアクス クロニクルエディション』が付属。
- デビルサマナー 葛葉ライドウ対アバドン王 初回限定版
  - 本作のBGMを収録したサウンドトラックCDが付属。

2014年6月、北米PSNにて、本作品が配信された。

## あらすじ
大正二十年。帝都では「運」にまつわる噂が広がっていた。ある者は幸運に恵まれ、またある者は不運に苛まれる。その噂が広まるにつれ、やがて運の格差が生じ、人々の心を暗い影へと落としていた。そんなある日、ライドウと鳴海の下に、成田 茜という女性が人探しの依頼を持ち掛け、「弾」という男の写った写真を手掛かりとして提示する。茜の依頼を引き受ける中、ライドウたちは葛葉四天王のひとり、十七代目・葛葉 ゲイリンとその弟子の凪と会う。ゲイリンたちを加えた一行は人間の幸運を奪う運喰い虫を追ううちに帝都から遠く離れた寒村・槻賀多村にたどり着くことになる。この村は、ヤタガラス傘下の暗殺一族「第八巫蠱衆」の槻賀多家が取り仕切っており、一行は長老の秋次郎から協力を求められ、帝都に大きな危機が迫っていることを知る。

## 登場キャラクター
以下、登場キャラクターの声優表記には、各作品の発表年を併記する。なお、PS2版（2008年）では、戦闘中のキャラクターのみに担当声優の割り当てがあり、その他のキャラクターは、後年に発売したドラマCD『デビルサマナー 葛葉ライドウ 対 隻眼化神』（2009年）によって割り当てられた。

### メインキャラクター
主人公
声 - 原田友貴（2008年）、杉田智和（2009年）
本作品の主人公。前作『対 超力兵団』にて、十四代目「葛葉ライドウ」を襲名した青年。
悪魔召喚師として密かに帝都守護の任を命じられ、表向きは鳴海探偵社の探偵見習いとして働く。

ゴウト / 業斗 童子（ごうと どうじ）
声 - 中田譲治（2009年）
主人公の従者。「葛葉の里」里長からお目付け役として任じられた黒猫。

鳴海（なるみ）
声 - 子安武人（2009年）
鳴海探偵社の所長でライドウの上司。ヤタガラス傘下の人間であり、ライドウの監査役を任ぜられている。
普段は不真面目な性格だが、探偵としてはかなり有能で独自の情報網を持つ。
与えられた役目とは裏腹に、同様に組織の人間であるライドウに対して、内心ではもっと自由に生きてほしいと願っており、彼自身はお目付役というよりも、兄のように接している。
前作では、探偵社から離れずに仕事をライドウに任せっきりな印象をプレイヤーに与えていたが、今作では積極的に動いている。
今作でも、一定のアイテムを揃えれば鳴海と仲魔二体を対戦相手に麻雀をプレイできる。
朝倉 タヱ（あさくら タヱ）
声 - 森永理科（2009年）
帝都新報に勤める女性新聞記者。尊敬する“平塚雷鳥”にあやかり“朝倉葵鳥”の筆名を用いているが、鳴海や周囲の人物には「タヱちゃん」と呼ばれる。
美少年であるライドウを気に入り、まるで弟のように可愛がっているほか、鳴海に内緒で小遣いをくれることもある。
ゲーム中でライドウの“デビルサマナー”としての顔を見てしまうが、詮索せずにそのままに彼らを受け入れる度量を見せる。
成田 茜（なりた あかね）
鳴海探偵社に訪れた依頼主。憂いを秘めた雰囲気の女性で「ある男性を探してほしい」という依頼を持ち込み、去っていく。帝都在住の衆議院議員の娘とされるが、後に偽装であることが判明する。心優しいが自分を殺して周りに合わせる傾向が強い。
弾（だん）
茜の探し人で、手がかりの写真に写った男性。何らかの目的で帝都にやって来ている様子。自分に正直で素直、型破りな性格故に周りに敵を作りやすい一方で、彼を慕う者も多い。鎌ヌンチャクを武器としている。
葛葉 ゲイリン（くずのは ゲイリン）
ライドウの前に現れた白髪の老人。ライドウと同じ葛葉四天王の一人で、十七代目「葛葉 ゲイリン（猊琳）」の名を継ぐデビルサマナー。
過去にアメリカへ武者修行に行ったため、やや英語交じりの口調で話す（セオリー・プロセス等）。槻賀多村周辺も担当しており、事件を追うライドウ達に協力する。実は死病を患っており過去の先代に並ぶ功績を遺そうと思いつつ、外部より入り込んだライドウには内心複雑である。
凪（なぎ）
ゲイリンの弟子で、ロシア系ハーフのデビルサマナーの少女。和服を着た妖精ハイピクシーを仲魔に持ち、ゲイリンと同じく英語交じりの言葉遣いをする。
ゲイリンを尊敬し、十八代目「葛葉 ゲイリン」の襲名を目指している。闖入者であり、師よりも若輩でありながら、帝都守護を任ぜられたライドウには当初挑発的な態度を取るが、後にデビルサマナーの先輩として敬うようになる。

### サブキャラクター
ルイ・サイファ
山羊のレリーフ付鞄を提げた金髪の青年で、ライドウを監視するかのように何度も出会う。事件の「きっかけ」になる危険な誘惑を行う一方、ライドウや将来のために善悪問わず行動する価値を認める言動を行う。その正体は魔王ルシファー。
ラスプーチン
露西亜からやってきた（とされる）女好きのダークサマナー。前作に引き続きタヱを口説いたり、進行によっては何故か人質にされたりなど滑稽な行動が目立つ。中盤ではとある悪魔に対抗する鍵を握る。
槻賀多 秋次郎（つきがた あきじろう）
ヤタガラス傘下の暗殺一族「第八巫蠱衆」の槻賀多家の長老。物語の進行に伴い、ライドウに協力を求めてくる。
ヤタガラスの使者
前作から登場する超国家機関ヤタガラスのエージェントで、志乃田の「名も無き神社」でライドウと連絡を取り、帝都守護を引き続きライドウに依頼する。
ライドウのサマナーランクで付く二つ名はこの人物のセンスらしい。前作では直接ヤタガラスの使者の元に出向いて二つ名を授けてもらう仕様だったが、今作ではランクに応じて自動的に二つ名が変化するようになった。
Dr.ヴィクトル
声 - 銀河万丈（2009年）
金王屋の地下施設「業魔殿」の主で、前作同様に悪魔合体や治療を行なってくれる。
錬剣術や、龍脈を利用した各地からアクセス出来る転送装置の開発に成功するが電気代がかさんでしまい、金王屋の主人から支払いを催促されている。
これより以後の話となる『デビルサマナー ソウルハッカーズ』に登場するメアリを思わせるメイドの姿をした、独特な言動のままのイッポンダタラが使いとしてたびたび登場している。
渡辺 綱次
渡辺綱の末裔である帝國海軍軍にして軍属のデビルサマナーの一人で、ゲーム内ではツナツグと呼ばれている。川野定吉海軍将校を警護しているが、現在呪いによりサマナー能力が封じられた状態にある。先祖代々要人警護を勤めており、自分が守るに値する人物を内心求めている。
帝都に出現する異界絡みの別件依頼を行ってくる。
風間（かざま）
声 - 江川央生（2009年）
帝都警察部の鬼刑事で、ハンチング帽が特徴。強引な捜査で煙たがられる事もあるが、その捜査手腕は高く評価されている。ヤミで流通するある物品に絡む殺人事件捜査でライドウ達に協力を求めてくる。

### その他
金王屋主人
声 - 青野武（2009年）
筑土町にある古物商・金王屋を営む。63歳。
飯田 シズ（いいだ シズ）
前作から登場する飯田伝八の妹。
前作と同様に引き続き遊郭で働いている。客としてよく来ているとある人物と関わりがある。彼女の姿に擬態することで属性の調整を行うことができる。
天斗さま（蟲人）
槻賀多村、ひいては第八巫蠱衆を陰から支配する謎の一族。笠や虫を模した仮面を被り、決して素顔を晒そうとしない。第八巫蠱衆に技術を与える代償に食料や、時折子供をもうけるために婚礼の儀と称した女性の生贄を求めるという。
その由来は遥か太古に海を渡ってきた民族が旅の途中で遺伝性の病に侵されたものであり、その容貌は異形、体質は人間にとって有害と化している。
アマツミカボシ
日本国家に反意を抱いたまつろわぬ神々の禁固の場、修験地獄の地下六六六層に封じられた強大な悪魔。かつて彼に挑んだライドウの名を冠する者は焼き殺されたという。事態打開を担う物品を所持しており、戦いを挑むことになる。倒した後は十四代目ライドウの輝きに惹かれ、力を貸してくれるようになる。
大コウリュウ
修験地獄を守護する大霊獣にして、帝都の霊的守護の重鎮。後にライドウを気に入り、移動のために背に乗ることを認める。帝都を襲う絶望の化身である不死身の悪魔を喰らって倒してしまう強大さを誇る。
トウテツ
四凶と呼ばれる強大な悪魔。人面の黒い羊といった意外に愛らしく見える姿を持つが、空間や膨大なマグネタイトを瞬く間に吸い尽くすことが出来る。戦国時代の当代葛葉ゲイリンと共に顕現した絶望の深淵世界の門を封じた功績を持つ。
大タラスク
前作にも登場していた数千年を生きる竜。苦境に陥っているところを別件依頼で救出すると、背に乗って河川を移動できるようになる。容姿から、昔話の亀を思わせるエピソードが展開する。
金色の仮面の男
金色の仮面をつけた巫蠱師。ヤタガラスの制御を離れて単独行動をはじめ、ライドウに暗殺の別件依頼が下されることになる。「烏に飼われた狐」の皮肉を痛感するイベントになっている。
ライホーくん
ライドウを模した学帽に学生服姿のジャックフロスト。とがったモミアゲと帽章のスマイルマーク、臀部の白い尻尾が特徴的。前作・超力兵団にも登場していた。別件依頼をこなしているうちに遭遇する。ライドウに憧れており、「十五代目葛葉ライホー」襲名を目標としている。戦闘スタイルやセリフがセルフオマージュ、メタ発言になっており、コミカルな印象が強調されている。
葛葉雷堂（くずのは らいどう）
平行世界の十四代目葛葉ライドウ。主人公である葛葉ライドウと同一の存在で全く同じ容姿をしているが雷堂は顔に傷が付いている。武人めいた口調で自分の事を「我」と言う。前作にも登場していたが今作は別件依頼で出会うことになる。
依頼が解決した後、彼を元の世界に戻すイベントをこなすと前作のとあるダンジョンに行けるようになる。
オオクニヌシ
国津神の主宰神。死にまつわる連続する別件依頼の黒幕。土地の運勢の急激な悪化により、かつて国譲りにて天津神から追いやられた恨みが増幅され、祟り神として義兄弟スクナヒコナやまつろわぬ神々に呼応して、日本を常世の国にしようと暗躍する。勝利すれば出雲大神としての穏やかな神格を取り戻す。
シナド
槻賀多村で祀られる土着の神「シナド様」の仮面をかぶり、ライドウの姿を借りて彼の夢に度々現れる謎の人物。ライドウの行動やあり様について何度も問いかけてくる。
人の弱さと不完全さを憂い、後にはその絶望を以って救わんとする憂いと怒りの権化。
マサカド
帝都の地霊神。帝都の運気の低下と人々の負の思念の高まりを受けて祟り神として目覚める。別件依頼をほぼ全てこなすことで縁のある人物と会話出来るようになる。伝承にて首を飛ばし、影武者がいたとされることに因んだ攻撃を行う。

## スタッフ
- ゼネラルプロデューサー - 板垣耕三
- エグゼクティブプロデューサー - 猪狩茂
- プロデューサー・原案・キャラクターデザイン - 金子一馬
- 開発プロデューサー・ディレクター - 山井一千
- サウンドコンポーザー - 目黒将司
- メインプログラマー・システム監修 - 大山智
- アートディレクター - 石田栄司
- イベントシーンユニット
  - 脚本・プランニング - 山本眞司
  - プランニング - 笠義明、藤田基樹、鈴木勝央
  - 世界観監修 - 礒貝正吾
  - イベントムービー - 富田和仙（DWE）、天井和文（DWE）、山口勝司（DWE）、中村由希美（DWE）、吉田麻衣（DWE）
  - イベントムービー・アドバイザー - 小泉裕孝（DWE）
- バトルユニット
  - プランニング - 後藤健一、渡邊勝、三好伸之（クライマックス）、森川瑞生（クライマックス）、中橋寿（クライマックス）
  - 悪魔会話・マッププランニング - 坂本祐樹
  - バトルプログラム - 池田高明、宮下幸伸、水野宏貴、穴澤健史（クライマックス）、濱口雄介（クライマックス）
  - エフェクトデザイン監修 - 古東晃子
  - エフェクトデザイン - 鈴木信介（クライマックス）、天月影人（DWE）、大森陽平（クライマックス）、渡部希未（クライマックス）、中田智弘（ドゥキャリア）
  - エフェクトデザイン協力 - 垣内ひとみ
- マップユニット
  - マップ・別件依頼プランニング - 渡邊龍也
  - プランニング - 越村宏史、藤田隆基、菅野隆宏、岡崎悠太、安岡真宙（クライマックス）、吉田光（クライマックス）、岩藤唯史（クライマックス）
  - マップ美術設定 - 土居政之
  - マップモデリング - 深澤修児、大島桂悟、貝瀬尊博（DWE）、中野裕子（クライマックス）、木鎌久法（クライマックス）、吉田幸雄（ドゥキャリア）
- キャラクターモデルユニット
  - 監修 - 白石恵
  - キャラクターモデリング - 沖田香織、青柳拓、前田直哉、大島桂悟、高草木良（ドゥキャリア）、鹿島徳浩（天慶）、木村史博（天慶）、福田絢（天慶）、横佩まさる（天慶）
  - キャラクターモーション - 薄田無門、前田直哉、新井美菜子（DWE）、青砥由紀（クライマックス）、前川広喜（DWE）、植松ふみ（DWE）、今村幸人（DWE）、宮入健太（DWE）
- 業魔殿・サブシステムユニット
  - プランニング - 後藤健一、山本武弘（クライマックス）
  - プログラム - 松本清明（アルファオメガ）、宮下幸伸
  - アシスタントデザイナー - 寺田友紀
- サウンドユニット
  - サウンドエフェクト - 鶴山尚史（サラマンダー・ファクトリー）、松島加代子（サラマンダー・ファクトリー）、花岡拓也（サラマンダー・ファクトリー）
  - サウンド協力 - 喜多條敦志
- スーパーバイザー - 橋野桂、高田慎二郎

## システム
前作『対 超力兵団』の反省を活かしシステム面が大幅に変更されている。
MAGスケジューリングバトル
本作から導入された新バトルシステム。今回はMPの概念はなく、代わりにライドウのMAG（マグネタイト）を消費することで仲魔の特技が発動する。MAGを補給するには敵の弱点属性を突き、硬直状態の隙に攻撃を加えることでMAGを奪える。戦術次第ではいつでもMAGを奪え、特技を好きなだけ使い続けられる。
悪魔会話
「女神転生シリーズ」ではおなじみのシステム。敵悪魔が仲魔になるよう会話をするのだが、今作では仲魔が持つ「話術」によってライドウの会話のサポートをする。仲魔は必ず一種類の話術を持ち、敵悪魔との相性もある。
二体同時召喚
前作は戦闘時に召喚できる仲魔が1体のみだったが、本作では仲魔を2体召喚できるようになった。それにより様々なパーティ編成が行え、バトルの戦略性が大きく向上した。
悪魔合体
本作は前作から合体システムが変更され、二身合体をベースに作成悪魔のランクを上下させる精霊合体や作成悪魔のステータスを引き上げる御魂合体、特定の法則の下に特殊な悪魔を作成するフィーバー合体や、自動効果スキルが付与される思い出特技サービス合体などが可能になっている。またダンジョン内のセーブポイントから業魔殿を一時的に利用できるようになり、探索中でも合体を行いやすくなっている。
錬剣術
戦闘、悪魔会話、仲魔からの贈りものなどで入手する“魔晶”という特殊なアイテムとライドウの刀を合体し、新たな刀を生み出す武器生成システム。これまでの女神転生シリーズでいうと剣合体に近い。ライドウの攻撃力が上がるほか「道具高揚」「即死無効」といった特殊効果が付与される。
ライドウのアクション
ライドウの装備している刀によって△ボタンでMAGを消費して、太刀・槍・斧の3タイプのうちいずれかの強攻撃が繰り出される。また回避行動も追加され、敏速な動きが可能となった。
幸運到来・不運襲来
本作では運をテーマとしてクローズアップしており、その演出のひとつが戦闘突入時に表示されることのある幸運到来・不運襲来である。いくつかの候補の中からルーレット方式で自動効果が決定され、戦闘中有利・不利に働く。不運状態を手持ちの運喰い虫を用いて上書きすることも可能である。
運喰い虫
本作のテーマである運不運に大きく影響を与える虫。人の顔のように見える部分が割れ、人の幸運を光の玉のような状態でむしり取っていく。ゲーム中で入手するとりもちと虫かごで捕え、戦闘でのプラス効果付与に利用できる。
魔人襲来
本作の舞台においては土地の運勢が低下しており、月齢が新月になるごとに魔人にエンカウントするリスクを伴う。魔人は通常の悪魔より強力で脅威になることが多く、悪魔会話で戦闘回避は可能だが高価な代償を求められる。
別件依頼
いわゆるサブイベントで、鳴海探偵社の「別件依頼」で受けることができる。基本的に依頼は新世界のマスターや悪魔との会話などで増える。本編の進行に無関係な依頼と本編進行に大きく影響する依頼、一定以上の称号や特定の属性でなければ受けられない依頼がある。また世界観演出を補強する側面も持っている。
マルチエンディング
「真・女神転生シリーズ」でお馴染みの属性変動システムを採用。プレイヤーの行動と選択によって属性が変化し、エンディングのほかにボスや別件依頼などにも影響を及ぼす。これまでのシリーズの思想とはニュアンスがやや異なり、あくまでデビルサマナーの「生き様」として描写されている。
日和見
自分の気持ちを殺して周りに合わせられるが、建前を優先するため信頼感が築きにくい。真・女神転生シリーズのLawルートに相当する。
切れ者
本音と建前を使い分ける要領の良さはあるが、維持が難しい。真・女神転生シリーズのNeutralルートに相当する。
正直者
自分の気持ちに正直であるが、周りと衝突しやすく敵を作りやすい。真・女神転生シリーズのChaosルートに相当する。

## 反響
本作品の物語構造には、「柳田国男先生を彷彿とさせる民俗学・文化人類学を下敷きとした設定」とも評される。
ディレクターの山井一千が2025年にファミ通とのインタビューの中で語ったところによると、本作は、アトラスが毎年実施しているアンケートにおいて熱い要望が多数寄せられていたほか、本作のシステムで『対 超力兵団』を遊びたいという声も多く、『RAIDOU Remastered: 超力兵団奇譚』を開発するきっかけとなったほか、本作のシステムが基礎となった。

### 評価
「ファミ通.com」のカワチは、主人公の属性とそれに絡んだエンディングの変化について、『女神転生』シリーズらしさを感じたと評しており、シリーズのだいご味である悪魔会話が復活しただけでなく、仲魔もそれに加わることで従来のシリーズとは異なる新鮮さを感じたと述べている。またカワチは既出キャラクターの掘り下げがなされた点がうれしかった点として挙げている。

## 漫画
『デビルサマナー 葛葉ライドウ 対 コドクノマレビト』（デビルサマナー くずのはライドウ たい コドクノマレビト）は、2009年5月から2012年3月まで連載されたウェブコミック。ファミ通.comでは、初のオリジナルコミック連載となった。アバドン王事件後を舞台に、原作ゲームとは異なる独自の世界観による探偵ドラマとなっており、ライドウが通学する様子が初めて描かれた。
原作：金子一馬、監修：山井一千、脚本：真壁太陽・原田庵十（RA-SEN）、漫画：綾村切人。
『RAIDOU Remastered: 超力兵団奇譚』の発売決定を記念し、2025年3月28日11時から7月1日0時の期間限定で3巻まで無料公開中。

### 関係者コメント
以下、コミカライズに脚本・作画として関わった3名に対するインタビューによる。
もともと『真・女神転生』シリーズの大ファンだったうえに、昭和初期の「エロ、グロ、ナンセンス」や、生と死とがつなぎ合わさった雰囲気に魅せられていて、漫画家仲間を集め『帝都画報』という同人誌も制作してしまうしまうほどでした。ですので、『デビルサマナー』をコミックにする、しかも主人公を葛葉ライドウとしたコミックを描いてほしいというオファーもらったときは本当にうれしかったですね。
（…中略…）
デビルサマナーも、これまでは現在であったり、近未来が舞台だったわけですが、ライドウが初登場する『デビルサマナー 葛葉ライドウ 対 超力兵団』がリリースされた瞬間、デビルサマナーの歴史が生まれたということになります。葛葉一族も飛鳥時代から存在するという設定なので、それだけでもおもしろいなと感じました。日本史の裏でデビルサマナーが暗躍していたんだと想像もふくらみますよね。—綾村切人
コンテンツとしてすごく広がりのある世界観があると思います。さまざまなメディアに派生するような。特に主人公として魅力的なライドウがすごい！　これまで『真・女神転生』シリーズの主人公はユーザーそのものだったわけですが、葛葉ライドウは、主人公が冠タイトルに乗るぐらいの存在感がある。無口であるという設定ではありますが、ライドウの存在は漫画化をするうえできわめて重要でした。—原田庵十

### 登場キャラクター（漫画）
以下、同作品に登場するオリジナルキャラクターのみ記載。
安部 星命（あべ せいめい）
平安時代の陰陽師安倍晴明の末裔。呪術専門の情報人としてヤタガラス情報部から派遣され、ライドウの学校に転入する。理知的な風貌とは裏腹に大食らい。
ライドウには劣るがデビルサマナーとしての実力を持ち、式神の扱いに長けている。
串蛇（くしなだ）
関西に拠点を置く「提倶璃（くくり）」一族の少女で、ネコマタの「白菊（しらぎく）」を従える。ヤタガラスからの護衛依頼でライドウ達に預けられる。
提倶璃一族は、生体MAGを吸収し蓄える霊媒体質を持ち、特に優れた能力を秘めた女性に「媛」の名と膨大なMAGを継承する。
綾女（あやめ）
「殺眼の綾女」の異名を持つデビルサマナーの女性。帝都に訪れた凪の試験の見届け役を務める一方、倉橋の屋敷に訪れるなど不穏な動きを見せる。
倉橋 黄幡（くらばし おうはん）
高貴な佇まいの男。秘密結社「コドクノマレビト」の幹部。膨大なMAGを持つ「媛」を攫い、何らかの計画を企む。

## ドラマCD
『デビルサマナー 葛葉ライドウ 対 隻眼化神』（デビルサマナー くずのはライドウ たい せきがんかしん）は、2009年に発売されたドラマCD。2008年12月23日にアトラスネットにて発売が発表された。前・後編で構成され、葛葉ライドウが新たな事件に挑むオリジナルストーリーで展開される。前編は2009年8月26日、後編は9月18日に発売された。特設ページでは、ときどき悪魔たちの何気ない会話が更新されていた。

### 登場キャラクター（ドラマCD）
以下、同作品に登場するオリジナルキャラクターのみ記載。
市川 キヨ（いちかわ キヨ）
声 - 広橋涼
勘次郎の娘で、「父を探してほしい」と鳴海探偵所に依頼してきた。
浜垣（はまがき）
声 - 高橋剛
浜垣鉄工の工場長である男性。